# 庚子俄难
庚子俄难，俄方称为布拉戈维申斯克华人屠杀，是指在1900年7月八国联军之役期间，俄罗斯帝国以义和团破坏东清铁路为由，在海兰泡和江东六十四屯等地对中国人进行大规模屠杀的事件，事件中共有约7,000名中国民众遇难。因1900年是农历庚子年，所以海兰泡惨案和江东六十四屯惨案被合称为「庚子俄难」，屬沙俄割占中国领土过程中的一部分。
自1860年《北京条约》签订后，海兰泡（布拉戈维申斯克）被纳入俄罗斯帝国版图，但条约同时规定，“上所言者乃空旷之地，遇有中国人住之处及中国人所占渔猎之地，俄国均不得占，仍准由中国人照常渔猎”，江东六十四屯保留了清朝民众的永久居留权和清政府对民众的管辖权，按条约“俄国均不得占”。早期由于俄国移民对于当地中国居民的经济依赖，双方尚能融洽相处。但随着俄国移民的增加以及俄方对江东六十四屯地区的不断蚕食，激化了双方的矛盾，致使冲突不断。最终，由於义和团向布拉戈维申斯克市发动枪击，造成5名平民死亡，十余人受伤。有关中国人进行残酷屠杀的谣言引起了城中平民的恐慌，K.N.格里布斯基执行战争部长A.N.库罗帕特金关于对中国人采取果断行动的指示，以此为导火索发动了此次屠杀事件。

## 背景

### 海兰泡概况
海兰泡位于精奇里江口西岸和黑龙江北岸交界处，与黑河市隔江相望，其名称源自于“哈喇泊”，意为黑泡子或者黑河。早在《瑷珲条约》签订之前，俄国人便自贝加尔湖以东一带沿江顺流而下，渗透至黑龙江流域。1856年，沙俄哥萨克在海兰泡建立了最初的军事哨所和移民据点，名为乌斯特-结雅斯基（意为结雅河口之村）。次年，升级为一级居民点，称乌斯特-结雅斯卡亚。《瑷珲条约》签订后，海兰泡被纳入俄罗斯帝国版图，改名为布拉戈维申斯克（意为报喜城）。同年12月20日，被指定成为俄罗斯帝国阿穆尔州首府，成为当地政治、军事、文化和经济中心。1894年，海兰泡人口约2万人，1900年，增至4万人，其中中国人占万人以上，长期居住者几千人，多数从事经商和为俄国人做工，部分在后结雅斯克淘金，部分从事农业活动。以山东黄县（今山东省龙口市）、掖县（今山东省莱州市）人数最多，少数来自于直隶、广东等其他省份。1900年前，海兰泡城中共有中国大小商号有500多家，做工的人有木匠、瓦匠、电工、烧砖工人、油漆匠、铁匠和力工，连挑水、洗菜及俄国人的家务也由中国人承担。

### 江东六十四屯概况
江东六十四屯位于精里奇江口南至孙吴县霍尔默津屯对岸，黑龙江左岸地带，南北约140里，东西约80里，由康熙年间征讨沙俄的雅克萨之战设立的军屯点发展而来。此外，史料中还有“二十八屯”、“三十余屯”、“四十三屯”、“四十八屯”等不同记载。因有64个村庄又地处瑷珲（今黑龙江省黑河市爱辉区爱辉镇）江东，故名江东六十四屯。江东六十四屯开发较早，土地肥沃，每年收成较江右土地多一倍有余。《瑷珲条约》签订前，该地归属瑷珲副都统管辖，屯中居民均被编入八旗。据1881年俄国当局统计，当地居民共14000人，其中汉族8600人，满族4500人，达斡尔族900人，共1266户。其中汉族散居于江东六十四屯各处，多数为山东和山西两省的移民。满族和达斡尔族居民与汉族居民在语言、服装和风俗习惯上基本相同。他们主要从事农业、畜牧业、采金业和商业，与海兰泡和瑷珲联系密切。在惨案发生前，据估计，江东六十四屯居民增加至35000人，其中居民2万人，流动人口15000人。

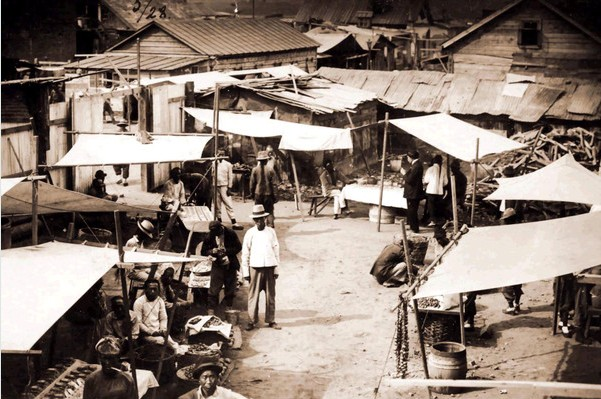
惨案发生前位于海兰泡的贫民窟

### 惨案发生前两地情况
1858年5月28日，清朝黑龙江将军奕山与俄罗斯帝国东西伯利亚总督穆拉维约夫签订了《瑷珲条约》，条约将黑龙江以北、外兴安岭以南即外东北60多万平方公里领土划归俄国，仅在江东六十四屯地区保留了中国居民的永久居留权和清政府对居民的管辖权，在1860年11月14日签订的《中俄北京条约》又重申了这一规定，但《瑷珲条约》未对江东六十四屯地区的界限做出明确的规定，从而为日后的争端埋下了隐患。
《瑷珲条约》签订后，沙俄加快了向黑龙江左岸流域移民的速度，但由于初期移民主要是为了满足军事占领的需要，所以移民以哥萨克和退役士兵为主，农民所占比例很小。移民不但不能为驻军提供给养，并且他们的口粮需要从遥远的伊尔库茨克运输而来。而江东六十四屯土地肥沃、盛产粮食的优势，自然成为了沙俄移民廉价的给养供应地。1900年6月29日，沙俄阿穆尔军区司令康斯坦丁·格里布斯基的公告也指出：我布拉戈维申斯克居民的大部分非技术劳役均由华人承担，他们供应我居民种种食品，甚至帮助操持家务，理应受法律保护。正是由于这种经济上的依存关系，沙俄当局才在一段时期内允许两地内的中国人生存和发展。
自1882年以后，沙俄向远东地区移民数量大量增加，并且军役人员比例下降，农民比例大增。由于农民数量的增加，使耕地的需求量随之增加。但阿穆尔州多森林、荒野和沼泽地，只有黑龙江上游和中游沿岸地区适宜耕种，加之沙俄当局在远东地区加速推行俄罗斯化以及对中国满蒙地区的野心，所以江东六十四屯这片适宜耕种的农垦区就成了沙俄觊觎和蚕食的对象。1879年，沙俄占领段山屯草甸、牧场。1883年，占去耕地240余饷，荒地40余里。清政府曾于1871年、1877年和1879年三次派地方官员巡查江东六十四屯地区，又于1880年、1883年、1889年三次勘定江东六十四屯边界，设立封堆，开掘界沟。经三次划界后，江东六十四屯范围缩小至长约140里，宽约42里，面积约1600平方公里。划界完成后，双方仍冲突不断。最大的一次冲突是1890年的苏忠阿事件，俄方指责农户苏忠阿越界垦地，要求其缴纳田租。在中方的多次交涉下，俄方最终承认苏忠阿并未越界。在沙俄的不断蚕食下，至1891年，江东六十四屯以北靠近精奇里江的土地，均被占去；南至霍尔默津屯的一带地方，则被俄人杂居。
19世纪90年代初，由于西伯利亚铁路的修建，使俄国向远东的移民数量暴增，从而使阿穆尔省的土地问题变得更加尖锐。1894年，俄国官员马丘宁提出了《彻底解决结雅河畔满洲人问题》的报告，该报告推翻了《瑷珲条约》和《中俄北京条约》中国居民拥有永久居留权和清政府对居民管辖权的规定，指出江东六十四屯居民在沙俄领土上不遵守俄国的法律是“勿需证明的牵强附会”，应当对六十四屯居民进行登记，使他们服从俄国的法律，让他们缴纳人头税和土地税。马丘宁报告提出后，沙俄当局加紧采取行动。1893年，沙俄官兵在补丁屯捣毁酒铺30多家，屯中酒汇流成渠，直接损失3百多万。1898年，沙俄官兵在江东六十四屯调查户口、房屋产业及六畜数目。瑷珲当局派官兵一哨，渡过黑龙江保护旗屯，被俄军强行缴械，双方几乎酿成武装冲突。由于沙俄当局的步步进逼，最终导致了海兰泡惨案和江东六十四屯惨案的发生。

## 经过

### 黑龙江事件
1900年6月，义和团运动在东北地区爆发，到7月达到高潮。在短短幾十天内，义和团共拆毁铁路586.74公里，破坏了几乎所有的电话线路，毁坏车头45个、平车1600节，烧毁桥梁4500俄丈（約合9.6千米）和其他铁路设施，致使东清铁路工程全部停工。早在义和团运动兴起时，沙俄总参谋长电令阿穆尔总督尼古拉·戈罗戴科夫，为防止义和团运动蔓延，密切监视中俄边境地区。6月21日，慈禧太后向包括俄国在内的十一国宣战。23日，沙皇尼古拉二世宣布阿穆尔军区进入战争状态，并授权陆军大臣亚历克塞·库罗帕特金拟定作战方案。两天后，阿穆尔军区和西伯利亚军区实行军事动员。29日，两个军区分别应招16855和9515名预备役兵员入伍。海兰泡则召开市议会特别会议，决定将市内一些建筑物改造成野战医院，将非军人病员转移到梅毒和伤寒医院。与此同时，沙俄当局将1500只奶壶式枪发给市民和消防队员，并将四艘轮船改造为军舰。7月8日，戈罗戴科夫以保护东清铁路为名，要求将集结在海兰泡的几千名俄军经瑷珲、齐齐哈尔，进入哈尔滨，遭到黑龙江将军寿山的拒绝。9日，尼古拉二世命令两路俄军在伯力和双城子集结，准备进攻哈尔滨和牡丹江，双方战事一触即发。
1900年7月12日，1000名哥萨克携带大量武器辎重，乘坐保罗号、谢苗杰日涅夫号、莫利号、汉克号、石勒喀号和利底亚号6艘轮船及拖载的12艘驳船从海兰泡顺江东下，次日进入中国军队防区。寿山下令携带军火的俄船应当拦截检查，不予通行。14日，俄船米哈依尔号拖5艘驳船从海兰泡驶抵瑷珲江面，清军管带陈连和奉命执旗要求其停岸检查，但米哈依尔号继续航行，清军下令向航头方向放两声空炮，迫使俄船靠岸。沙俄炮舰色楞格号接到米哈依尔号的呼救信号前来救援，海兰泡上校界务官科尔什米特登岸后态度骄横，不予中方人员对话，随后登船。驳船上的中国水手砍断缆绳，投奔清军。科尔什米特上船后辱骂清军官兵并下令击射齐枪两排，清军还击，双方交战半小时，俄方死20多人，伤10多名，科尔什米特伤重不治身亡。15日，海兰泡西郊兵营俄军100名，驾驶数十艘满载弹药的小船，划至江心假装游泳，实际准备伺机偷袭黑河屯。清军统领崇崐山下令开枪射击，船上俄军败逃回岸。这时海兰泡俄军向黑河屯方向射击，并出动两艘铁甲兵舰在黑龙江中向清军驻地扫射，清军还击，双方交战近三个小时，这一系列军事行动被称为黑龙江事件或米哈依尔号事件。俄方以黑龙江事件为契机，大肆屠杀海兰泡和江东六十四屯两地中国居民。

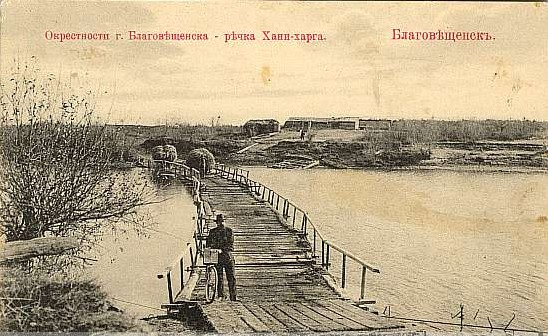
由海兰泡穿过精奇里江通向江东六十四屯地区的便桥，桥对岸是江东六十四屯中的霍尼胡尔哈屯

### 海兰泡惨案
早在1900年6月，海兰泡市内就发生多起针对中国人的流血事件，而有些与俄国人交往密切的中国人，事先得知了俄国即将展开屠杀的消息，纷纷乘船返回江右岸。由于局势愈加紧张，海兰泡中方代表请示沙俄阿穆尔军区司令格里布斯基，询问是否要撤离。但格里布斯基保证：“决不允许和平的外国人受到骚扰”。7月15日，格里布斯基突然下令封锁黑龙江，扣留所有渡船，驱散渡口的中国难民。与此同时，警察局以“在中国人的住宅中发现了武器和炸药”为由，开始大肆搜捕中国人。16日，大搜捕行动继续进行，全副武装的哥萨克、警察和义勇兵将中国人不分男女老幼一起押走，共抓捕中国人3000至3500人，他们先被集中于中国居民区，50至60名逃跑者被当场杀害，随后被转送往市警察局。由于人数众多，警察局容纳不下，他们当晚被押送至精奇里江边的莫尔金木材厂大院。
7月17日，俄军以“送中国人过江”爲由，徒步二十多里，将中国人驱赶至布拉戈维申斯克的黑龙江边上，沿途行动不便的老幼妇孺遭到杀害。到达江岸时，中国人发现根本没有一条渡江用的船和木筏。俄军从三面将中国人层层包围，用鞭打、刀刺、斧砍、枪击等方法，将中国人驱赶到江中淹死。先跳入江中的人很快被溺毙；不敢下水和反抗的人遭到射杀和砍杀，或是被俄军三、两个将辫子拴在一起，然后推进江里，连怀抱中的婴儿也不能幸免；气息未绝的伤者，被俄军用枪托打死后扔进江里或是抓住衣襟直接踢进江里；少数在江中泅渡的中国人，遭到俄军的射杀。浮尸飘满江面，岸边到处是受害者的鞋、帽子、手提包和其他零碎东西。随江波漂流至对岸的幸存者80余人，赤身露体，皆昏迷不能说话。从17日至21日，俄方共进行了四次屠杀，共有约5000名中国人遭到杀害。22日，阿穆尔当局宣布：海兰泡市内的中国人已经全部被肃清了。

### 江东六十四屯惨案

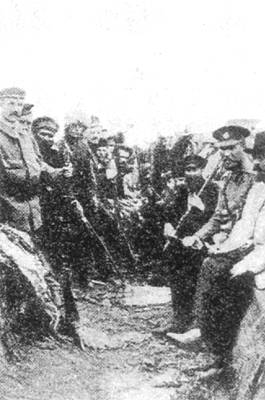
在江东六十四屯进行屠杀的俄军

在海兰泡大屠杀进行的同时，沙俄另派出军队在江东六十四屯展开扫荡。格里布斯基亲率骑兵，焚烧补丁屯，凿沉渡船，将未能逃离的二十八屯居民集中于一间大屋中，纵火焚烧，大部分人被活活烧死。俄军四处纵火，烧毁房屋，枪杀居民，仅在博尔多屯一地就杀害了上千人。最后又将未来得及过江的居民全部驱赶至江中淹死，侥幸生还者仅60至70人，江东六十四屯大屠杀又有约2000名中国人遇难。7月21日，江东六十四屯被俄军全部占领，屯中到处是失去主人的牛、马、猪、鸡等家畜。俄军在废墟上组织了一场“真正的围猎”，当局还为这场围猎發行了特殊的证券。此外，在伊尔库茨克、尼布楚、伯力、海参崴、斯列坚斯克、双城子、库页岛及黑龙江以北、乌苏里江以东其他地区，沙俄对当地的中国居民也展开了同样的大屠杀，遇害的中国居民数量不下20万。
海兰泡和江东六十四屯遇难者的尸体漂浮在黑龙江水面，直到三星期后还有尸体上浮，仅在一个小沙嘴上，就有浮尸150具。江水上漂浮着一层油，已经不能够饮用。尸体腐败散发的气体严重地污染了空气，散发着奇臭。
8月17日，阿穆尔总督宣布：「根据《瑷珲条约》规定，一直归中国当局管辖的前满洲外结雅地区（江东六十四屯）已归我国当局管辖，凡离开我方河岸的中国居民，不准重返外结雅地区，他们的土地交给我方，供其专用。」

### 救援与反抗

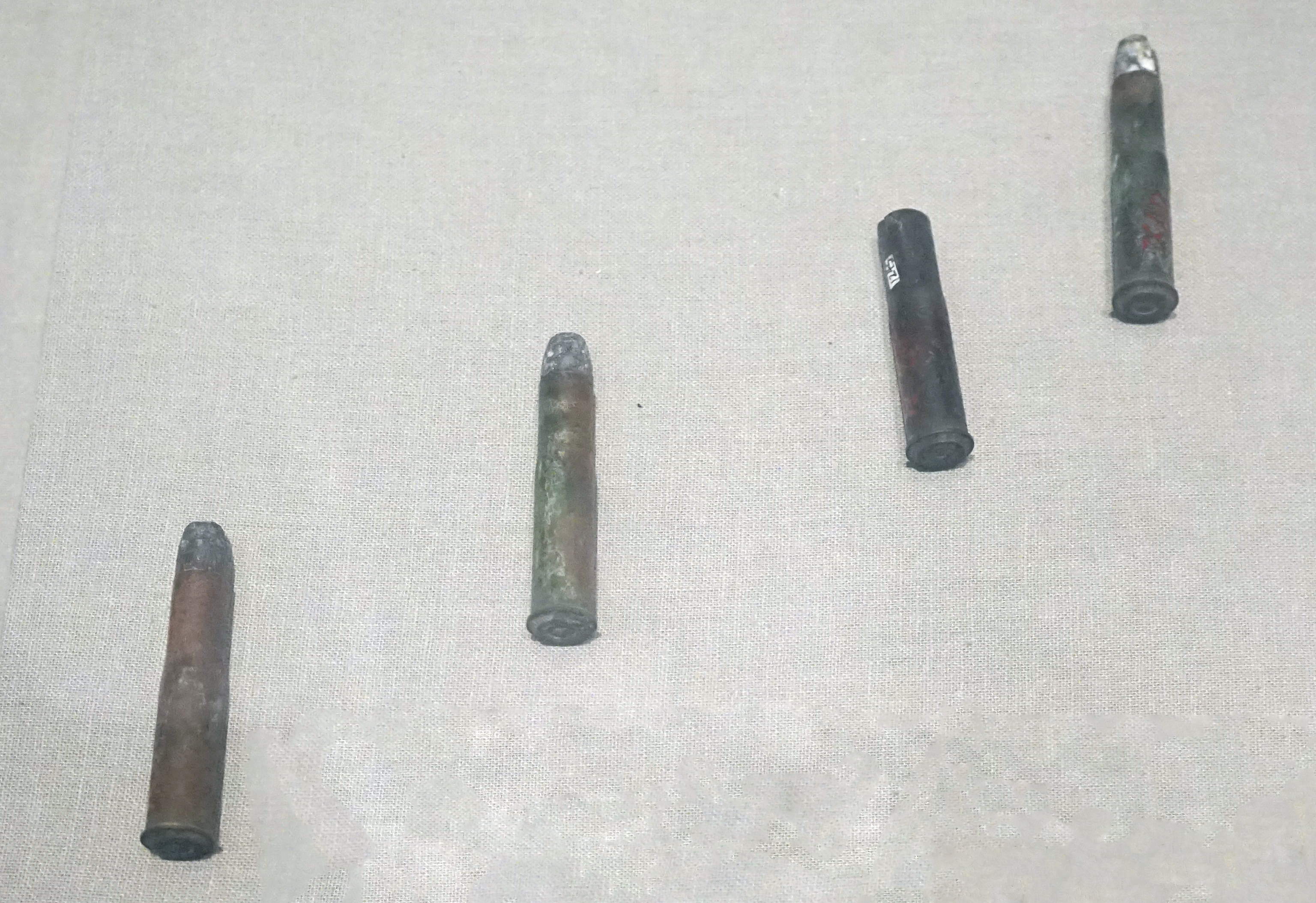
抗俄军民所用带有“吉林”字样的子弹

较早发生的海兰泡大屠杀极大的震动了江东六十四屯的居民，当地居民纷纷逃离，哭号于瑷珲对岸。瑷珲副都统杨凤翔为保护屯民过江，于7月17日夜间派统领王良臣等率步、骑、炮兵300渡江，18日辰时与俄军在博尔多屯交战，击伤俄军连长巴索夫中尉，打死打伤俄军数十人，迫使俄军退守精奇里江江口。瑷珲水师紧急调集兵船30艘，商船20艘，昼夜接送，营救了大部分江东六十四屯居民。7月20日，在嘎尔产河西岸的嘎尔泌屯也发生战斗，200余名防守该屯的居民在孤立无援的情况下被迫撤出。

## 后续

### 沙俄随后的军事行动
俄军夺取江东六十四屯后，立即以它和海兰泡为基地对中国东北地区进行征服。俄军在江东六十四屯对岸向瑷珲城炮击数日，中弹房屋遭焚烧摧毁。戈罗戴科夫派俄船驶入额尔古纳河、黑龙江和乌苏里江，摧毁中国沿江卡伦和村镇并占领了漠河金矿，派骑兵深入乌苏里江左岸大肆烧杀。8月，俄军进入黑河屯与瑷珲，将黑河屯未来得及逃走的居民全部杀死或烧死，彻底毁灭了这个拥有5、6千人口的城镇。在瑷珲城中，俄军四处放火，烧毁民房数千间，只留下一座营盘和一个火药库供他们作战使用。8月12日，格里布斯基根据戈罗戴科夫的命令，将瑷珲和黑河屯暂时纳入军事当局单独管辖。14日，格里布斯基将黑河屯和瑷珲分别命名为伊林斯基第一哨所和玛利娅·玛格达丽娜二号哨所。在戈罗戴科夫向尼古拉二世呈送的贺信中，他透露了使黑龙江成为俄国的内河，而不是界河的设想。他进一步提出将中俄边界向南推进，以大兴安岭、伊里胡里阿赖、小兴安岭、那兰哈达、肯特阿赖、老爷岭等山脊划界，将额尔古纳河、黑龙江右岸以及乌苏里江左岸的中国大片领土划归沙俄，又提出在黑河屯一带建立一个强大的军事要塞来保证吞并土地的安全。至1900年10月3日，东三省全境被俄罗斯帝国占领。

### 追责以及中方的交涉
在国内外舆论对于大屠杀的指责下，沙俄当局不得不于1901年5月成立军事法庭，对大屠杀进行调查和审讯。1902年，调查结束后，尼古拉二世将阿穆尔军区司令格里布斯基免职，但未将他从军部中除名。海兰泡的军事司令官被撤销职务，判处监禁三个月。实际负责中国难民渡江的警察局副局长被判处监禁三个月。而对于惨案其它的控诉，则一概不予受理。
1902年4月8日，清朝与俄罗斯帝国双方签订《交收东三省条约》，条约第一条规定：东三省一如俄军未经占据以前，仍归中国版图及中国官员治理。1907年，俄方交还瑷珲。1907年8月18日，东三省总督徐世昌、黑龙江省巡抚程德全委托瑷珲副都统姚福升交接江东六十四屯。在双方的交涉上，中方将原江东六十四屯居民的生命、财产损失放到了次要位置，重点要求收回江东六十四屯的主权，但这明显不符合《瑷珲条约》中的规定，成为俄方辩驳的借口。姚福升向俄方提出原江东六十四屯居民1万人居住江右，江右地少人多，耕地不足，一定要回归江左，才能谋生。俄方以“事关重大，必须交由政府议定”拒絕。同年10月和11月，外务部先后照会俄驻华公使璞科第，要求恢复江东六十四屯居民的原住所和产业，璞科第以“江东六十四屯居民原居住于该地者，应保护其权利；离开该地者，不能享有原来的权利”为由再次拒絕。中方力争，但交涉失败。
十月革命后，苏维埃政府曾于1919年、1920年、1923年三次对华发表宣言，宣布废除帝俄时代和中国签订的一系列不平等条约。1923年，黑龙江省议员陈连悦向全国发出呼吁，要求苏联政府归还江东六十四屯。1924年5月31日，北洋政府和苏联签订《中苏解决悬案大纲协定》，条约第三条规定：两缔约国政府同意在前条所定会议中，将中国政府与前俄帝国政府所订立之一切公约、条约、协定、议定书及合同等项，概行废止。根据协定，中苏两国代表在1926年举行会谈，商议重新划定边界，但未能达成协议。整个中华民国时期，江东六十四屯问题都一直未能解决。2001年，中华人民共和国和俄罗斯联邦签署了《中俄睦邻友好合作条约》，条约第六条规定：中俄双方相互没有领土要求。2004年，又签署了《中华人民共和国和俄罗斯联邦关于中俄国界东段的补充协定》，放棄向俄國追討包括江東六十四屯在內的前清朝領土，彻底解决了中俄双方历史上的领土遗留问题。故此，现时江东六十四屯为俄罗斯联邦阿穆尔州的一部分。

## 结果

### 遇难人数

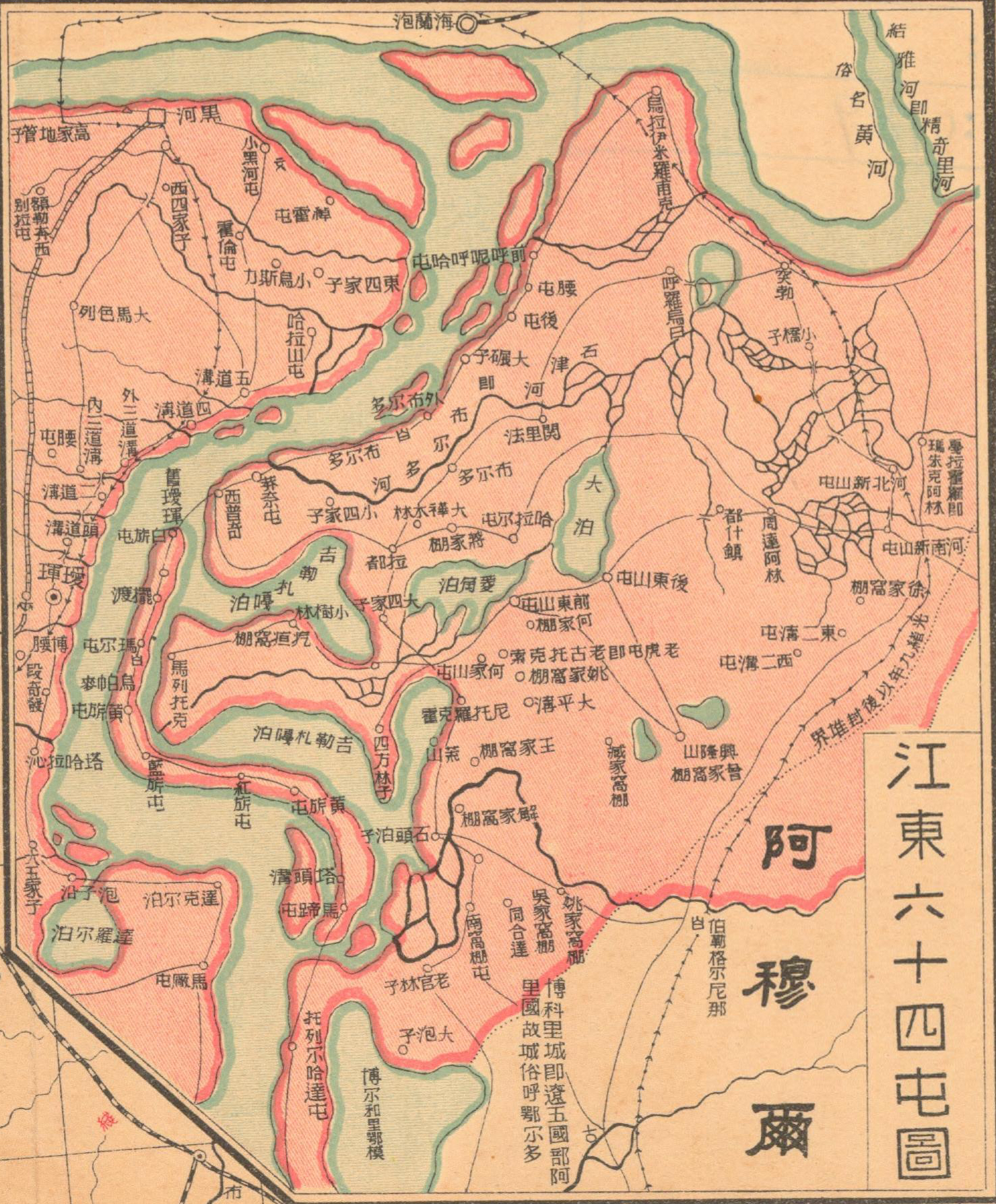
江东六十四屯地图

关于庚子俄难中遇难的中国人数量，史料记载不一。其中海兰泡惨案的遇难人数，俄国方面，马洛泽莫夫的记载为3000人；基尔赫涅尔的记载为3000至3500人；弗里奇的记载为3000至4000人；维列沙金的记载为3000或1万人；列奥·多伊奇的记载为1万至15000人。英国的伦森的记载为不超过4000人；法国的雨拉的记载为4800人。中国方面，寿山的记载为5000多人；《瑷珲县志·卷八》的记载为5000余人；吉林将军长顺的记载为5000至6000人。一般认为约5000人。江东六十四屯遇难者的人数，周树模的记载为5000人，一般认为约2000人。海兰泡和江东六十四屯惨案共造成约7000名中国居民死亡。

### 财产损失
1900年7月31日，海兰泡市议会举行会议，授权格里布斯基征用江东六十四屯中中国居民遗弃的粮食、家畜，以供民用和军需。沙俄当局还对海兰泡中国居民的财产进行拍卖，将他们的住宅和商店改为军用医院和军人宿舍使用。中国居民的田园财产全部被沙俄当局征用和没收。
中国居民的财产损失没有精确的统计数字，据清朝东北当局的估计，仅江东六十四屯居民所遗弃的房产、牲畜、粮食、犁具以及资材器物价值约50至60万卢布，另一种说法折合白银300多万两。土地损失达100万卢布，总数不少于150至160万卢布。海兰泡在大搜捕的同时，对中国人的商店和住宅全部封查加岗，被捕者遭到搜身，甚至连溺尸都被捞起搜查，除遇难者的随身衣物外，其余财产和物品均被搜掠一空。海兰泡当局拍卖中国人财产的借口是偿还俄国债权人，但更多的债权人却因中国人遇害而获利，两者相互抵消，因而拍卖款项基本被海兰泡当局占有。据估计，海兰泡中国人损失的货物、现金、房产、家私、粮食等，不低于100万卢布。加上江东六十四屯中国居民的损失，总数约为250至260万卢布。

## 评价
- 庚子俄难中，海兰泡惨案的目睹者，无不感到“毛骨悚然和为之心碎”。[9]一位参与大屠杀的义勇兵对屠杀场景有如下描述：杀人的一方，完全灭绝人性，他们不是魔鬼，便是畜牲。在人世间竟能看到如此惨景，简直就是一场恶梦。如果被杀的人都是些还有挣扎能力的男子的话，也许不会如此凄惨，但是当看到一些紧搂婴儿、企图逃脱的母亲被纷纷刺倒，从怀中滚落的婴儿被碾得粉碎时，只有那些完全没有人性的野兽才能禁得住。[35]连俄国的一位将军也在日记中写道：黑龙江悲剧是俄国人避而不谈的话题。[27]
- 日本间谍石光真清评价这次大屠杀是：阿穆尔河有史以来没有过的、惨绝人寰的大屠杀、大悲剧、大罪行。[35]
- 美国历史学家贝弗里奇指出：江东六十四屯惨案这一惨案是俄国在远东最近历史中臭名昭著的丑闻。[50]
- 列奥·多伊奇指出：沙俄现在实行的这种惨无人道的做法，只有与中世纪审判异教徒的宗教法庭和西班牙对异教徒、犹太人和摩尔人的迫害才可以相比拟。[9]
- 列宁指出：沙皇政府在中国的政策是一种犯罪的政策。他们杀人放火，把村庄烧光，把老百姓驱入黑龙江中活活淹死，枪杀和刺死手无寸铁的居民和他们的妻子儿女，这就是所谓俄罗斯“文明传播者使命”在远东的新成功。[51]

## 纪念

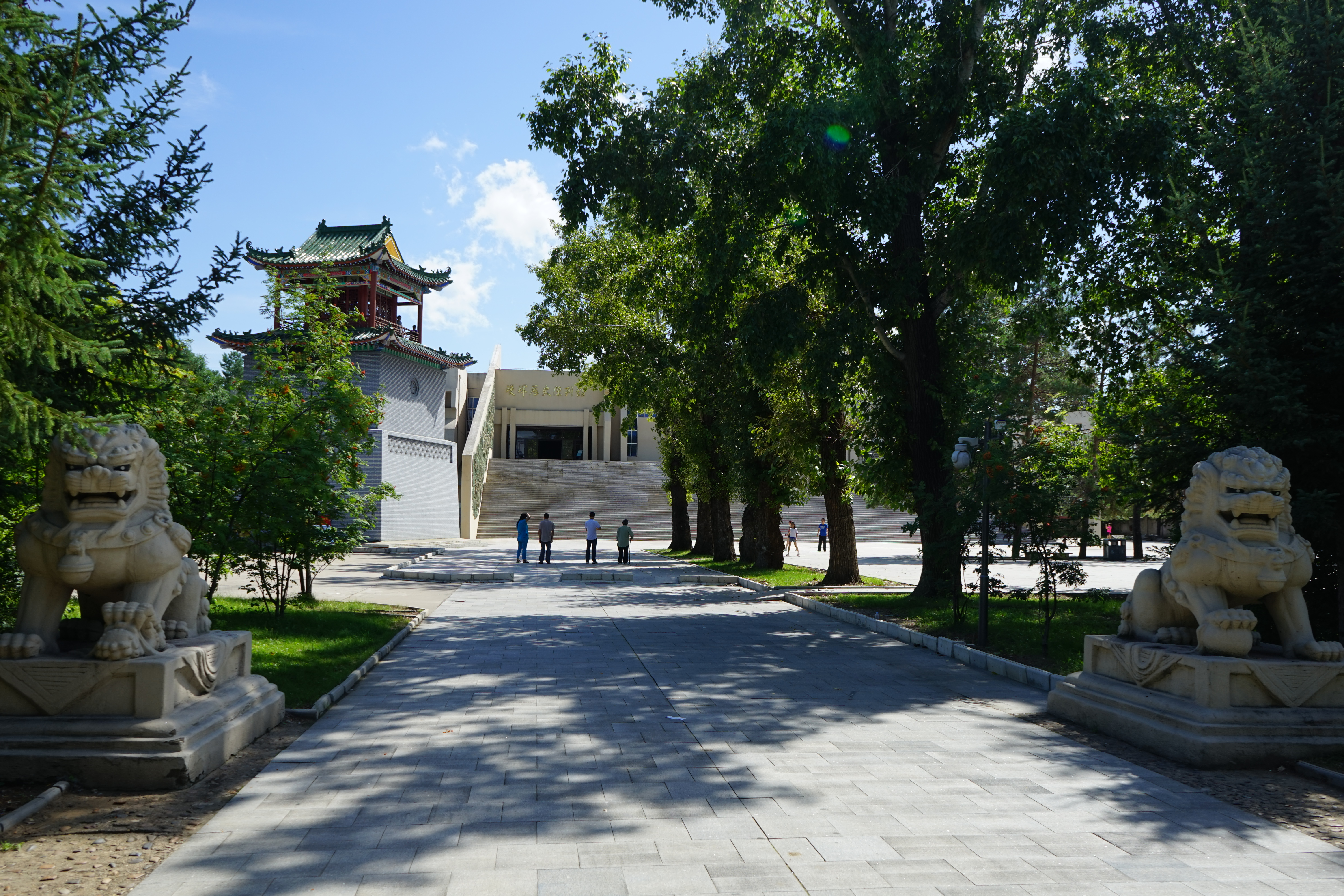
瑷珲历史陈列馆及复建的魁星阁

中国官方目前基于中俄关系鲜少大规模提及或纪念庚子俄难，规模最大的有纪念该事件的展馆位于黑龙江省黑河市的瑷珲历史陈列馆，始建于1975年，馆中陈列有《瑷珲条约》签订的复原场景、海兰泡惨案半景画、瑷珲军民抗俄中使用的带有“吉林”字样的子弹、长矛，俄军使用的枪、刀以及屠杀海兰泡和江东六十四屯居民的照片等。